# Gallerie stradali del Molise
La seguente è la lista delle gallerie stradali del Molise di lunghezza superiore ai 500 metri.
|  | Denominazione   | Lunghezza | Provincia | Strada    |
|  | --------------- | --------- | --------- | --------- |
|  | Serre           | 1800 m    | IS        | SS 650    |
|  | Sella Venditto  | 1635 m    | IS        | SS 650    |
|  | Paradiso        | 1320 m    | CB        | SS 709    |
|  | Cupacchio       | 1294 m    | IS        | SS 17 var |
|  | Monte La Russa  | 1175 m    | IS        | SS 650    |
|  | Fonte Vallone   | 961 m     | IS        | SS 86 var |
|  | Nunziata Lunga  | 912 m     | IS        | SS 6 dir  |
|  | Lama Bianca     | 847 m     | CB        | SS 87     |
|  | Casa Lorenzo    | 808 m     | IS        | SS 158    |
|  | Vazzieri-S.Vito | 534 m     | CB        | SS 87     |